# Trigonotis rotundata
Trigonotis rotundata är en strävbladig växtart som beskrevs av Ivan Murray Johnston. Trigonotis rotundata ingår i släktet Trigonotis och familjen strävbladiga växter. Inga underarter finns listade i Catalogue of Life.